# Elipando
Elipando, in latino Elipandus (Toledo, ... – Toledo, 807), fu arcivescovo di Toledo ed acceso sostenitore della concezione adozionista di Gesù Cristo.

## Biografia
Arcivescovo di Toledo sotto la dominazione araba e di antica stirpe visigota, forse influenzato sia dal concetto di Dio dell'Islam che dall'arianesimo dei suoi antenati, sviluppò l'idea che il Gesù Cristo terreno non fosse stato generato da Dio Padre, ma adottato, da cui il termine adozionismo.
Quest'idea fu discussa in vari concili della Chiesa cattolica del tempo. Egli fu presente al sinodo di Francoforte del 794 ed al concilio di Aquisgrana dell'800, dove confrontò le proprie tesi con il teologo della corte franca Alcuino di York. In tutti i concili e sinodi che trattarono l'argomento la teoria venne ritenuta un'eresia.
In questa disputa teologica coinvolse anche Felice di Urgel, stimato teologo del tempo. Suo acerrimo nemico e estremo difensore dell'ortodossia cattolica del tempo fu Beato di Liébana che, nel suo libro il commento all'Apocalisse di Giovanni, mette in campo tutti gli argomenti per confutare le teorie del vescovo toledano e del suo teologo Felice.